# Milita Molina
Juana Emilia Molina, conocida como Milita Molina, (Santa Fe, 22 de agosto de 1951-Buenos Aires, 22 de enero de 2025) fue una escritora, traductora y profesora de literatura argentina.

## Biografía
Nació en la ciudad de Santa Fe, Argentina, el 22 de agosto de 1951.
Se recibió de Profesora de Letras para la enseñanza media y superior por la Universidad Católica de Santa Fe.
Radicada en Buenos Aires fue profesora de Literatura del siglo XIX en la Facultad de Filosofía y Letras (Universidad de Buenos Aires), e investigadora de los Equipos de Investigación UBACYT. En el 2006 se convirtió en Profesional Principal del CONICET hasta su jubilación.
En 2002 tradujo los Prefacios que Henry James escribió especialmente para la llamada edición de Nueva York de 1905. Ha traducido artículos sobre Samuel Beckett y textos de Raymond Federman, William Burroughs, Jack Kerouac entre otros autores.
Publicó: Fina voluntad (1993), Una Cortesía (1998),  Los sospechados (2002), Melodías argentinas (2008) y Mi ciudad perdida (2012), al igual que numerosos artículos y ensayos.

### Estilo literario
Como dijo Nicolás Rosa, «su estética está despojada de carnalidad aunque no de sensualidad»
no se ocupa de cuerpos sino de voces, muchas voces que provienen y trafican con cuerpos de escrituras, textos literarios o  discursos de la vida,  sociales,  anacrónicos,  hablas populares,  orilleras,  sujetos a  la acción de un estilete disparador que los disecciona y despedaza
Milita Molina apostó a construir la obra sobre la noción de escritura. En la senda de Leónidas Lamborghini, Hugo Savino o Luis Thonis, desarrolló lo que Nicolás Rosa denomina literatura del bodrio. Es decir, una escritura que trabaja por fuera de los estilismos a la manera de Flaubert y que pone el acento en el excedente que queda de la lengua luego que caen los relatos, las descripciones y toda concesión a la llamada literaturidad de una época. Y por eso es difícil de encasillar. Así se definió comentando su obra Mi ciudad perdida:
Lo mío son menesterosidades de la memoria, flashes de la memoria, destellos, miguitas de la memoria, cerillas rotas, recuerdos reiterados hasta el hartazgo y machacados y exprimidos y reversionados. 
En ocasión de la salida de su primer libro el poeta rosarino Martín Prieto la calificó de «escritora de culto». Mientras que Julio Prieto acudió a sus palabras para resaltar lo extraordinario del poder de la poesía:
En una novela reciente, la escritora argentina Milita Molina propone esta imagen de la escritura: la palabra sería “como una pluma chocando contra la campana del Universo”... Llamaríamos poesía a este hecho extraordinario: que la palabra –esa cosa tan ínfima, tan deleznable— haga “sonar el mundo” con su rozar de pluma, y se produzca así un “retoque en el alma”.

## Obras
- 1993 - Fina voluntad.[7]
- 1998 - Una Cortesía.[8]
- 2002 - Los sospechados.[9]
- 2008 - Melodías Argentinas.[10]
- 2012 - Mi Ciudad Perdida.[11]